# Jang Ri-ra
Jang Ri-ra, född den 4 maj 1969, är en sydkoreansk handbollsspelare.
Hon tog OS-guld i damernas turnering i samband med de olympiska handbollstävlingarna 1992 i Barcelona.